# Леонская, Елизавета Ильинична
Елизавета Ильинична Леонская (род. 23 ноября 1945 года, Тбилиси) — советская и австрийская пианистка, педагог.

## Биография
Родилась 23 ноября 1945 года в Тбилиси в семье польского и русского (по отцу) и еврейского (по матери) происхождения; родители с началом войны эвакуировались в Тбилиси из Одессы. Первый концерт с оркестром дала в 11 лет, сольный — в тринадцать.
В 1964 году поступила в Московскую консерваторию (класс Якова Мильштейна).
Ещё в годы учёбы получила несколько премий на крупных международных конкурсах: имени Джордже Энеску (Бухарест, 1964), Маргариты Лонг (Париж, 1965), королевы Елизаветы (Брюссель, 1968). Играла сонаты Моцарта в переложении Грига для двух фортепиано со Святославом Рихтером, который оказал решающее влияние на её развитие как пианистки.
29 ноября 1978 года, находясь на гастролях в Вене, заявила о том, что решила не возвращаться в СССР.
По другим данным, документы на выезд были подготовлены заранее, хотя и в очень короткие сроки (буквально за неделю), и друзья, пришедшие незадолго до её отъезда на последний день рождения, успели с ней попрощаться.
В июне 1986 года, находясь во Франции, Елизавета Леонская познакомилась с Иосифом Бродским, посвятившим ей впоследствии два стихотворения: «Bagatelle» (1987) в книге «Урания» и «В воздухе — сильный мороз и хвоя…» (1994). По словам самой Леонской, из друзей Бродского она была одной из последних, кто видел его в живых — за день до его смерти.
При поддержке Елизаветы Леонской вышли в свет две книги стихов Марины Георгадзе: в 1996 году — «Маршрут», а в 2002 — «Черным по белому».
Живёт в Вене, выступает с концертами, преподаёт. Среди её учеников — Каспар Франц, Аника Вавич, Маркус Хинтерхойзер.

## Творчество
Исполняет музыку европейских романтиков, а также русских композиторов — Глинки, Чайковского, Рахманинова, Шостаковича.
Выступает с крупнейшими европейскими оркестрами и камерными ансамблями, ведущими дирижёрами Европы и США (чаще всего — с Куртом Мазуром и Нью-Йоркским филармоническим оркестром).

## Признание
- Австрийский почётный крест «За науку и искусство» 1 класса (2006 год, Австрия).
- Офицер ордена «За заслуги перед культурой»[рум.] в категории B «Музыка» (2009 год, Румыния)[7].
- Премия Святой Цецилии за запись сонат Брамса, Diapason d’Or за запись произведений Ференца Листа.

## Семья
С 1968 года была замужем за скрипачом Олегом Моисеевичем Каганом.